# Sü Siang-čchien
 Sü Siang-čchien (čínsky pchin-jinem Xú Xiàngqián, znaky 徐向前, 8. listopadu 1901 — 21. září 1990) byl čínský komunistický vojevůdce a politik, maršál Čínské lidové republiky. od 20. let se účastnil občanské války v Číně v řadách Komunistické strany Číny a čínské Rudé armády, v první polovině 30. let velel 4. frontu komunistických vojsk, později bojoval v severní Číně. Vynikl jako výborný taktik a vojenský manažer, schopný sestavit dobře vycvičená a vystrojená, disciplinovaná vojska a úspěšně je použít v boji. Po založení Čínské lidové republiky byl náčelníkem generálního štábu Čínské lidové osvobozenecké armády, členem (1937–1987) a místopředsedou (1966–1987) ústřední vojenské komise KS Číny, členem ústředního výboru KS Číny (1945–1985) a také politbyra (1966–1969 a 1977–1985). Roku 1955 obdržel hodnost maršála Čínské lidové republiky, jako jeden z deseti nejvýznamnějších komunistických vojevůdců. Zastával i vysoké státní funkce, místopředsedy státního výboru obrany (1954–1975), místopředsedy stálého výboru Všečínského shromáždění lidových zástupců (parlamentu, 1965–1978), poté ministra obrany (1978–1981) a místopředsedy vlády (1978–1980).

## Život

### Mládí, vstup do armády a komunistické strany, válčení na jihu (1901–1929)
Sü Siang-čchien se narodil roku 1901 v okrese Wu-tchaj na severovýchodě provincie Šan-si (dnes v prefektuře Sin-čou) v rodině chudého venkovského učitele. Krátce pracoval v knihkupectví, poté navštěvoval Tchajjüanskou normální školu, kterou absolvoval v roce 1923. Po ukončení studia působil jako učitel, načež i přes námitky rodičů v červnu 1924 nastoupil do první skupiny studentů Vojenské akademie Whampoa.
Po absolvování akademie zastával v letech 1925–1927 různé důstojnické hodnosti v Národní revoluční armádě. V roce 1926 se zúčastnil Severního pochodu, velel rotě ve 4. sboru generála Čang Fa-kchueje. Po úspěšném tažení zůstal ve Wu-čchangu, kde vyučoval na vojenské akademii. Během výuky ve Wu-čchangu, roku 1927, vstoupil do Komunistické strany Číny.
Po zániku nacionalisticko-komunistické aliance v roce 1927 Sü odešel do ilegality. Neúspěšného povstání v Nan-čchangu se nezúčastnil, krátce poté ve spolupráci s Jie Ťien-jingem vedl jiné neúspěšné povstání v Kantonu v prosinci 1927. Po jeho porážce ustoupil do sovětské oblasti Chaj-lu-feng (do pobřežních horských okresů na východě provincie Kuang-tung). Zde v lednu 1928 převzal velení nad 4. divizí čínské Rudé armády.

### Velitel ve střední Číně, divize, sbor a 4. front (1929–1936)
Na jaře 1929 byl vedením strany (Čou En-laj) přeložen do centrální Číny, na severovýchod provincie Chu-pej, kde v sovětské oblasti E-jü-wan převzal 31. divizi (v 11. sboru) čínské Rudé armády. V dubnu 1931 byla tato vojska přečíslována na 1. divizi 1. sboru. Na podzim 1930 Sü se svou divizí úspěšně bojoval podél železniční trati Peking-Chan-kchou, v srpnu zničil pluk nacionalistické armády a ukořistil 1000 moderních německých pušek, osm kulometů a čtyři minomety, což mu umožnilo rozšířit divizi z 500 mužů na 4000. Na tehdejší poměry dobře vybavená a vycvičená divize se stala hlavní údernou silou sboru. Hlavně její zásluhou komunisté E-jü-wanu rozdrtili útok nacionalistů v rámci protikomunistické první obkličovací kampaně. Po reorganizaci vojsk a řízení oblasti následujících po příchodu představitelů vedení strany (Čang Kuo-tchaoa, Šen Ce-mina a Čcheng Čchang-chaoa) Sü od června 1931 převzal velení nad 4. sborem (bývalý 1. sbor přejmenovaný v březnu 1931, většina sil regionu). Během léta a podzimu 1931 komunisté v E-jü-wanu úspěšně odrazili útok nacionalistických vojsk v rámci druhé obkličovací kampaně. Jejich síly se přitom sjednotily do 4. armády, resp. od listopadu 1931 4. frontu čínské Rudé armády sestávajícího ze 4. a 25. sboru; armádě i frontu velel Sü Siang-čchien. Jeho zástupcem (fakticky komisařem) byl Čcheng Čchang-chao, celkové politické vedení měl Čang Kuo-tchao. V první polovině roku 1932 Süův front porazil útok nacionalistů ve třetí obkličovací kampani. Čtvrté obkličovací kampani v červnu–srpnu 1932 však neodolal a nakonec se většina sil 4. frontu (16 tisíc mužů s 12 tisíci puškami) probila z obklíčení západním směrem do severního Chu-peje, přitom na místě byl ponechán třítisícový 25. sbor.
Čtvrtý front po dlouhém pochodu ustoupil až na severovýchod provincie S’-čchuan, kam dorazil v listopadu 1932. Na jižních svazích hor Ta-po založil novou sovětskou oblast s centry v Tchung-ťiangu a Kchu-čchao-pa, z nich expandoval na jih a západ a rozšířil se na pět sborů (4., 30., 9., 31 a 33.). V druhé polovině roku 1933 a začátkem roku následujícího se komunisté v severovýchodním S’-čchuanu ubránili útokům armád místních militaristů a následně rozšířili ovládané území na 17 okresů s cca 9 miliony obyvatel. V dubnu–srpnu 1934 odolali dalším útokům sečuánských militaristů. Od začátku roku 1935 ale ustupovali tlaku nepřátel a sovětská oblast se zmenšovala. Nakonec v dubnu 1935 4. front překročil řeku Ťia-ling a přesunul se do západního S’-čchuanu, kde se v červnu 1935 setkal se zbytky mnohem slabšího 1. frontu, na Dlouhém pochodu ustupujícího z Jün-nanu.
Po reorganizaci spojených komunistických vojsk v srpnu 1935 veleli Levé koloně Ču Te, Čang Kuo-tchao a  Liou Po-čcheng (vrchní velitel, komisař a náčelník štábu Rudé armády), zatímco Pravou kolonu řídilo frontové velitelství v čele se Sü Siang-čchienem (a komisařem Čcheng Chang-čchaoem a náčelníkem štábu Jie Ťien-jingem). V září se od Pravé kolony odtrhly bývalé sbory 1. frontu (1. a 3.) pod vedením stranických vůdců, členů politbyra (Čang Wan-tchien, Mao Ce-tung, Čou En-laj a další) a vydaly se na samostatný pochod na sever. Zbytek Pravé kolony se poté připojil k Levé koloně. Vojska Ču Teho a Sü Siang-čchiena pod celkovým vedením Čang Kuo-tchaoa poté neúspěšně zaútočila na planiny západně od Čcheng-tu a pak se obrátila na západ a přezimovala v Kardze v provincii Si-kchang. V červnu 1936 k nim dorazil 2. front, po měsíčním odpočinku všichni vyrazily na sever. Větší část sil bývalého 4. frontu (5., 9. a 30. sbor) dorazila do Kan-su, kde se přeplavila na západní břeh Žluté řeky a pod velením Sü Siang-čchiena vyrazila kansuským koridorem na západ, ve snaze o dosažení Sin-ťiangu a navázání spojení se Sovětským svazem; do března 1937 byly tyto sbory zničeny místními militaristy. Zbytek 4. frontu (4. a 31. sbor) se připojil v místním oddílům a jednotkám 2. a 1. frontu v sovětské oblasti Šen-si-Kan-su-Ning-sia.

### Boje v severní Číně (1936–1949)
Po reorganizaci komunistických sil na severozápadě Číny do 8. pochodové armády sestávající ze tří divizí, se Sü Siang-čchien stal zástupcem velitele 129. divize (Liou Po-čchenga). Uznáním jeho vysokého postavení bylo členství v jedenáctičlenné ústřední revoluční vojenské komisi KS Číny (1937–1945) stojící v čele komunistických vojsk. V první polovině roku 1938 bojoval v jižním Che-peji, na podzim 1938 se přesunul do západního Šan-tungu, kde jeho vojska úspěšně bojovala s Japonci a nacionalisty. V létě roku 1945 byl na VII. sjezdu KS Číny zvolen členem ústředního výboru strany, stal i jedním z dvanácti členů ústřední vojenské komise KS Číny (členem této a komisí následujících volebních období zůstal do roku 1987). Záhy byl jmenován zástupcem velitele Ťin-Ťi-Luské polní armády (tedy Šansijsko-Chupejsko-Šantungské, velel ji Liou Po-čcheng, komisařem byl Teng Siao-pching), koncem léta 1947 reorganizovanou v Polní armádu centrální nížiny a začátkem roku 1949 na 2. polní armádu. V letech 1947–1948 Sü organizoval mobilizaci a výstavbu nových jednotek na územích obsazených Liou Po-čchengovými vojsky (vojenský okruh Ťin-ťi-Lu-I, původně v horách Tchaj-chang a okolí, později rozšířený na Velkou čínskou nížinu). V letech 1948–1949 se tato nově vytvořená vojska (později označená za 18. armádu) v sestavě Severočínské polní armády podílela na dobytí provincie Šan-si.
Sü Siang-čchien jako vojevůdce patřil k těm generálům čínské Rudé armády, kteří dávali důraz na profesionalitu vojska, jeho výcvik, výzbroj, organizaci, taktiku a strategii. Získal si reputaci jako vojenský manažer, schopný zorganizovat velkou dobře vycvičenou a vystrojenou armádu, který vychoval řadu schopných důstojníků, ale i vynikající taktik.

### V Čínské lidové republice (1949–1990)
V říjnu 1949 byl jmenován náčelníkem generálního štábu Čínské lidové osvobozenecké armády. Jeho zástupcem a od roku 1950 úřadujícím náčelníkem generálního štábu se stal Nie Žung-čen. Formálně byl Sü z generálního štábu odvolán až roku 1954. V letech 1949–1954 také patřil mezi členy ústřední lidové vlády Čínské lidové republiky. Při zřízení státního výboru obrany (nejvyššího státního vojenského orgánu) byl jmenován jeho místopředsedou, kterým zůstal po celou dobu existence výboru (tři funkční období do roku 1975). Při zavedení vojenských hodností roku 1955 se stal jedním z deseti vojevůdců, kteří obdrželi nejvyšší hodnost maršála Čínské lidové republiky. Roku 1956 byl na VIII. sjezdu KS Číny znovuzvolen do ústředního výboru.
Od roku 1965 byl místopředsedou stálého výboru Všečínského shromáždění lidových zástupců (parlamentu, znovuzvolen 1975, ve funkci do roku 1978). Od ledna 1966 byl společně s Čchen Im, Liou Po-čchengem a Jie Ťien-jingem zvolen místopředsedou ústřední vojenské komise KS Číny (dosud měla komise pouze tři místopředsedy, Lin Piaa, Che Lunga a Nie Žung-čena; Sü místopředsedou zůstal do roku 1987). Během první fáze kulturní revoluce Sü upevnil své politické postavení, když byl v srpnu 1966 zvolen členem politbyra (s maršály Nie Žung-čenem a Jie Ťien-jingem). 
Patřil mezi představitele únorového protiproudu ze začátku roku 1967, skupiny vůdců, kteří kritizovali kulturní revoluci za vytváření chaosu a podkopávání čínského vedení. Následně byl zbaven funkce předsedy skupiny pro kulturní revoluci v ozbrojených silách (kterou vykonával od ledna 1967), kritizován stoupenci revoluce a jeho vliv a armádě značně omezen, na IX. sjezdu KS Číny byl sice znovuzvolen do ÚV, nikoliv však do politbyra. Zůstal ale členem užšího vedení strany jako místopředseda ústřední vojenské komise. Po politické prohře a smrti Lin Piaa roku 1971 se Mao Ce-tung začal více opírat o staré maršály, včetně Sü Siang-čchiena. Na X. sjezdu si podržel členství v ústředním výboru strany a místopředsednictví ústřední vojenské komise. V lednu 1975 byl znovuzvolen místopředsedou Všečínského shromáždění lidových zástupců a v únoru 1975 se stal členem stálého výboru ústřední vojenské komise KS Číny.
Roku 1976 podpořil akce Chua Kuo-fenga, Jie Ťien-jinga a dalších proti gangu čtyř. Po XI. sjezdu KS Číny v srpnu 1977 byl zvolen do politbyra (znovuzvolen roku 1982), v únoru 1978 byl jmenován ministrem obrany (do března 1981) a v březnu 1978 místopředsedou vlády (do září 1980). I po rezignaci na post ministra obrany v roce 1981 zůstal politicky aktivní. Působil v politbyru a ústředním výboru a byl místopředsedou ústřední vojenské komise. V září 1985 s dalšími veterány komunistického hnutí na funkce v politbyru a ústředním výboru rezignoval, v místopředsedou ústřední vojenské komise zůstal do konce funkčního období (do XIII. sjezdu KS Číny v říjnu/listopadu 1987).
Během protestů na náměstí Nebeského klidu v roce 1989 publikoval spolu s maršálem Nie Žung-čenem prohlášení, která vyzývalo k občanskému pořádku, ale zároveň varovalo, že by se armáda neměla při potlačování protestů uchylovat ke krveprolití.
Zemřel  21. září 1990 v Pekingu.